# Helen Hoffmann
Helen Hazel Hoffmann (* 7. Februar 2002 in Altötting) ist eine deutsche Skilangläuferin.

## Werdegang
Hoffmann, die für den WSV Oberhof 05 startet, nahm von 2018 bis 2022 an U18 und U20-Rennen im Alpencup teil. Dabei gewann sie in der Saison 2021/22 die U20-Gesamtwertung und belegte in der Saison 2020/21 den dritten Platz in der U20-Gesamtwertung. Beim Europäischen Olympischen Winter-Jugendfestival 2019 in Sarajevo errang sie den 12. Platz über 7,5 km klassisch und holte über 5 km Freistil die Bronzemedaille. Im folgenden Jahr lief sie bei den Olympischen Jugend-Winterspielen in Lausanne auf den zehnten Platz über 5 km klassisch, auf den neunten Rang im Sprint sowie auf den achten Platz im Cross und bei den Junioren-Skiweltmeisterschaften in Oberwiesenthal auf den 25. Platz im 15-km-Massenstartrennen. Bei den Junioren-Skiweltmeisterschaften 2021 in Vuokatti wurde sie Elfte über 5 km Freistil sowie Achte mit der Staffel und gewann im 15-km-Massenstartrennen die Bronzemedaille. In der Saison 2021/22 siegte sie bei den deutschen Meisterschaften im Teamsprint und holte bei den Junioren-Skiweltmeisterschaften 2022 in Lygna die Bronzemedaille mit der Staffel sowie die Goldmedaille im 15-km-Massenstartrennen. Zudem wurde sie dort Zehnte im Sprint und Fünfte über 5 km klassisch. Zu Beginn der folgenden Saison startete sie in St. Ulrich am Pillersee erstmals im Alpencup und errang dabei den fünf Platz im Sprint. Tags darauf holte sie dort über 10 km Freistil ihren ersten Sieg im Alpencup. Im weiteren Saisonverlauf gewann sie drei weitere Rennen und zum Saisonende die Gesamtwertung des Alpencups. Bei den U23-Weltmeisterschaften 2023 in Whistler wurde sie Achte im Sprint und Sechste im 20-km-Massenstartrennen. Außerdem holte sie dort über 10 km Freistil die Goldmedaille. Zu Beginn der Saison 2023/24 nahm sie in Gällivare erstmals Skilanglauf-Weltcup teil und holte mit dem 28. Platz über 10 km Freistil ihre ersten Weltcuppunkte.

## Teilnahmen an Weltmeisterschaften

### Nordische Skiweltmeisterschaften
- 2025 Trondheim: 3. Platz Staffel, 12. Platz 30 km Skiathlon, 16. Platz Sprint Freistil

## Erfolge

### Siege bei Continental-Cup-Rennen
| Nr. | Datum             | Ort                     | Disziplin                       | Serie    |
| --- | ----------------- | ----------------------- | ------------------------------- | -------- |
| 1.  | 18. Dezember 2022 | St. Ulrich am Pillersee | 10 km Freistil Individualstart  | Alpencup |
| 2.  | 4. März 2023      | Prémanon                | 10 km Freistil Individualstart  | Alpencup |
| 3.  | 5. März 2023      | Prémanon                | 10 km klassisch Massenstart     | Alpencup |
| 4.  | 18. März 2023     | Toblach                 | 10 km Freistil Individualstart  | Alpencup |
| 5.  | 6. Januar 2024    | Oberwiesenthal          | 20 km Freistil Massenstart      | Alpencup |
| 6.  | 7. Januar 2024    | Oberwiesenthal          | 10 km klassisch Individualstart | Alpencup |
| 7.  | 25. Februar 2024  | Schilpario              | 10 km Freistil Verfolgung 1     | Alpencup |

## Statistik

### Weltcup-Platzierungen
Die Tabelle zeigt die erreichten Platzierungen im Einzelnen.
- 1.–3. Platz: Anzahl der Podiumsplatzierungen
- Top 10: Anzahl der Platzierungen unter den ersten zehn
- Punkteränge: Anzahl der Platzierungen innerhalb der Punkteränge
- Starts: Anzahl gelaufener Rennen in der jeweiligen Disziplin
- Hinweis: Bei den Distanzrennen erfolgt die Einordnung gemäß FIS.

| Platzierung               | Distanzrennen a | Distanzrennen a | Distanzrennen a | Distanzrennen a | Distanzrennen a | Skiathlon Verfolgung | Sprint | Etappen- rennen b | Gesamt | Team   | Team    |
| Platzierung               | ≤ 5 km          | ≤ 10 km         | ≤ 15 km         | ≤ 30 km         | > 30 km         | Skiathlon Verfolgung | Sprint | Etappen- rennen b | Gesamt | Sprint | Staffel |
| ------------------------- | --------------- | --------------- | --------------- | --------------- | --------------- | -------------------- | ------ | ----------------- | ------ | ------ | ------- |
| 1. Platz                  |                 |                 |                 |                 |                 |                      |        |                   |        |        |         |
| 2. Platz                  |                 |                 |                 |                 |                 |                      |        |                   |        |        |         |
| 3. Platz                  |                 |                 |                 |                 |                 |                      |        |                   |        |        |         |
| Top 10                    |                 |                 |                 |                 |                 |                      |        |                   |        |        | 1       |
| Punkteränge               |                 | 8               | 1               | 7               |                 | 3                    | 3      | 1                 | 23     |        | 1       |
| Starts                    |                 | 8               | 1               | 7               |                 | 3                    | 6      | 1                 | 26     |        | 1       |
| Stand: Saisonende 2024/25 |                 |                 |                 |                 |                 |                      |        |                   |        |        |         |

### Weltcupwertungen
| Saison  | Gesamt | Gesamt | Distanz | Distanz | Sprint | Sprint |
| Saison  | Punkte | Platz  | Punkte  | Platz   | Punkte | Platz  |
| ------- | ------ | ------ | ------- | ------- | ------ | ------ |
| 2023/24 | 115    | 77.    | 102     | 54.     | 13     | 101.   |
| 2024/25 | 564    | 33.    | 466     | 20.     | 2      | 124.   |